# Joachim Heermann
Joachim Heermann (* 30. Mai 1930 in Essen; † 20. Juli 2018) war ein deutscher Mediziner und Facharzt für Hals-Nasen-Ohrenheilkunde.

## Leben
Joachim Heermann wurde als erstes von sechs Kindern des HNO-Arztes Hans Heermann 1930 in Dülmen geboren. Sein Vater war leitender HNO-Arzt von 1934 bis 1967 im Alfried Krupp Krankenhaus in Essen.
Er begann sein Medizinstudium 1951 in Freiburg. Nach dem Physikum studierte er in Innsbruck, München, Grenoble und Freiburg im Breisgau. Seine HNO-Ausbildung absolvierte er 1956 bei seinem Vater Hans Heermann in Essen (Deutschland), 1958 bei Harold F. Schuknecht in Detroit (USA) und 1961 bei Georges und Michel Portmann in Bordeaux  (Frankreich). Die Plastische Chirurgie erlernte er 1957 bei Linden Peer in Newark, (USA) und 1962 bei Eduard Schmid in Stuttgart. Im Jahr 1957 wurde er an der Universität Freiburg promoviert. Von 1968 bis 1996 war er Chefarzt der HNO-Klinik am Alfried Krupp Krankenhaus in Essen.

## Wirken
Heermann hielt Vorträge und veröffentlichte Publikationen in Deutschland, USA, Schweden, Frankreich, Argentinien, Brasilien, Südkorea, China, Kanada, Russland, Portugal, Spanien, Holland, Belgien, Schweiz, Jordanien und Südafrika. Im Laufe seiner beruflichen Tätigkeit entwickelte er u. a. den Wiederaufbau des Trommelfells, der Gehörknöchelchen und des Gehörgangs mit Palisaden-Knorpelstücken von Tragus und Concha (Ohrmuschel): „Palisade-Cartilage-Tympano-Antrum-Mastoidplasty“. Joachim Heermann veröffentlichte mehr als 117 Fachaufsätze und drei wissenschaftliche Bücher. Den Professorentitel erhielt er von der Universität Düsseldorf durch die Landesregierung NRW für seine Publikationen zum mikrochirurgischen Wiederaufbau des Mittelohres und der Nase. Für „seine praxisbezogenen, originellen  Arbeiten zur Mikrochirurgie des Mittelohres und der endonasalen Mikrochirurgie der Tränenwege“ erhielt er 1996 den Friedrich-Hofmann-Preis der deutschen HNO-Gesellschaft. 2001 erfolgte die Verleihung Membre de la Société Francaise d´Oto-Rhino-Laryngologie et de Chirurgie de la face et du Cou.

## Schriften
- J. Heermann, H. Heermann: Erfahrungen mit frei transplantiertem Faszien-Bindegewebe des Musculus temporalis und Verkleinerung der Radikalhöhle, Knorpelbrücke vom Stapes zum unteren Trommelfellrand. In: Laryngo-Rhino-Otologie. Nr. 41, 1962, S. 141–155.
- J. Heermann, H. Heermann: Endaural surgery. Urban & Schwarzenberg München/Berlin 1964.
- J. Heermann, H. Heermann, E. Kopstein: Fascia and Cartilage Palisade Tympanoplasty. In: Archives of otolaryngology. (Chicago) 91, 1970, S. 228–241.
- J. Heermann: Palisade Tympanoplasty. In: Archives of otolaryngology. (Chicago) 92, 1970, S. 304–304.
- J. Heermann, H. Heermann, P. Heermann: Konisch-ovale Stahlsonden zur Weitung oder Fraktur knöcherner Stenosen der Tuba Eustacii. In: Z. Laryngo-Rhino-Otologie. (Stuttgart)  52, 1973, S. 578–682.
- J. Heermann: Auricular cartilage palisade tympano-, epitympano-,antrum- mastoidplasties. In: Clinical Otolaryngology. 3, 1978, S. 443–446 (Blackwell Scientific Publications, 0307–7772/78 / 1100-0443S02.00)
- J. Heermann: Chronische Unterkühlung der Halsmuskulatur mit Kopfschmerz, Schwindel, Erbrechen und Neuralgien (N. Laryngeus, N.Infraorbitalis, N. occipitalis). In: Laryngo-Rhino-Otologie. Stuttgart 63, 1984, S. 315–316.
- J. Heermann: Autograft Tragal and Conchal Palisade cartilage and Perichondrium in Tympanomastoid  Reconstruction. In: ENT Journal USA. 71, 1992, S. 344–349 (s. Paparella Yearbook 1993. Mosby Verlag, 1993, S. 93–94)
- J. Heermann: Intranasale mikrochirurgische Operation der Tränenwege in 659 Fällen und Resektion präsakkaler  Stenosen (unter hypotensiver  Anästhesie). In: Nova Acta Leopoldina. NF 68. Nr. 284, 1993, S. 155–168.
- J. Heermann: Konisch herausgemeißelte Knochenplatte vom Mastoid als Ersatz für die vordere Stirnhöhlenwand nach mehrfachem Einsatz von Kunststoffen. In: Zentralblatt Springer. 145, 1994, S. 299–299.
- J. Heermann: Microcirurgia Intranasal. In: Aldo Stamm: Historico e Perspectivas da Microcirurgia Intranasal. Revinter, Sao Paulo, Brasilien 1995, S. 1–14.
- J. Heermann, R. Heermann: Use of Microscopic and endoscopig Surgery of the Nose. In: A.C. Stamm, W. Draf: Micro-endoscopic Surgery of the Paranasal Sinuses and the Skull Base. Springer, Berlin/Heidelberg 2000, ISBN 3-540-66629-X, S. 1–16 und 425–432.